# Two Faced
Two Faced — четвертий сингл Linkin Park з їхнього восьмого альбому From Zero. Сингл вийшов 14 листопада 2024 року.

## Композиція
«Two Faced» стилістично описують як ню-метал. Пісню часто порівнюють з "One Step Closer" та іноді з "Figure.09".